# Échevannes, Doubs
Échevannes är en kommun i departementet Doubs i regionen Bourgogne-Franche-Comté i östra Frankrike. Kommunen ligger i kantonen Ornans som tillhör arrondissementet Besançon. År 2022 hade Échevannes 87 invånare.

## Befolkningsutveckling
Antalet invånare i kommunen Échevannes
Referens:INSEE